# Swappiness
Swappiness — параметр ядра Лінукс, що контролює відносну вагу вивантаження пам'яті, протилежність до скидання сторінок кешу системи.
Swappiness можна встановити в діапазоні від 0 до 100 включно. Низьке значення змушує ядро уникати обмінювання, більш високе спонукає ядро спробувати використати простір підкачки. Значення за замовчуванням — 60, і встановлення його в 100 може вплинути на загальну продуктивність для більшості настільних систем, в той час як значення нижче (навіть 0) може зменшити час очікування відповіді.
| Value               | Strategy |
| ------------------- | --- |
| vm.swappiness = 0   | Ядро буде викорисовувати підкачку у випадках нестача пам'яті, коли вільна пам'ять буде нижче vm.min_free_kbyte. Дивись VM Sysctl documentation. Архів оригіналу за 2 березня 2017. Процитовано 18 грудня 2016. |
| vm.swappiness = 1   | Для ядра 3.5 та вище а також ядра Red Hat 2.6.32-303 та вище: Мінімальне значення перед остаточним відключенням.                                                                                               |
| vm.swappiness = 10  | Рекомендоване значення для покращення продуктивності коли пам'яті вдосталь. |
| vm.swappiness = 60  | Значення за замовчуванням. |
| vm.swappiness = 100 | Ядро дуже активно буде використовувати підкачку. |

Для ядер 3.5 та вище, а також ядер Red Hat 2.6.32-303 та вище краще використовувати 1 для випадків де 0 використовується як оптимальне.
Для тимчасового встановлення swappiness в Лінкс, запишіть потрібне значення (наприклад 10) в /proc/sys/vm/swappiness використовуючи наступну команду з-під користувача root:
```
# Встановити значення swappiness з під root
echo 10 > /proc/sys/vm/swappiness

#
 Як альтернатива, виконайте 
sysctl -w vm.swappiness=10

#
 Перевірити зміну
cat /proc/sys/vm/swappiness
10

#
 Як альтернатив, перевірити зміну
sysctl vm.swappiness
vm.swappiness = 10
```

Постійні зміни зроблені в /etc/sysctl.conf за допомогою наступного рядка конфігурації (вставляється, якщо немає):
```
vm.swappiness = 10
```